# Калинники
Кали́нники (баш. Калинники) — село в Бирском районе Республики Башкортостан Российской Федерации. Центр Калинниковского сельсовета.  Согласно переписи 2020 года население составляло 859 человек.

## География

### Географическое положение
Село находится на берегу озера Старица (старице реки Белой), в месте впадения реки Калинки.
Расстояние до:
- районного центра (Бирск): 25 км,
- ближайшей ж/д станции (Уфа): 70 км.

## Население
| 2002 | 2009  | 2010  |
| ---- | ----- | ----- |
| 967  | ↗1111 | ↘1005 |

Согласно переписи 2002 года, преобладающая национальность — русские (77 %).

## Религия
В селе есть православная церковь Петра и Павла.